# Brachys
Brachys es un género de escarabajos joyas, categorizado en la subtribu Brachyina, de la familia Buprestidae. Fue descrito por Dejean en 1833. 

## Distribución
El género está ampliamente distribuido por el continente americano, especialmente en Canadá y los Estados Unidos.

## Ejemplares del género

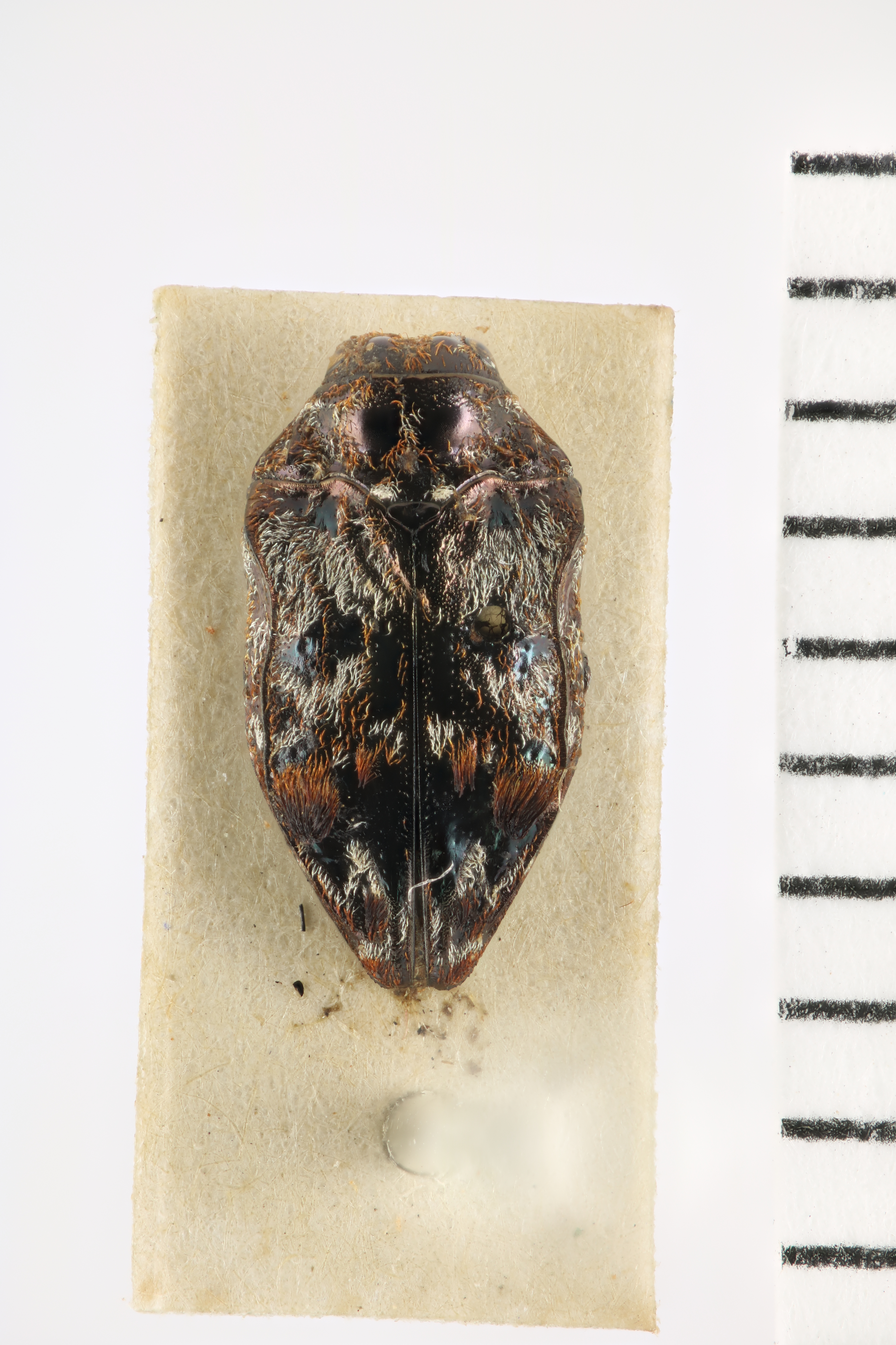
Brachys floccosus
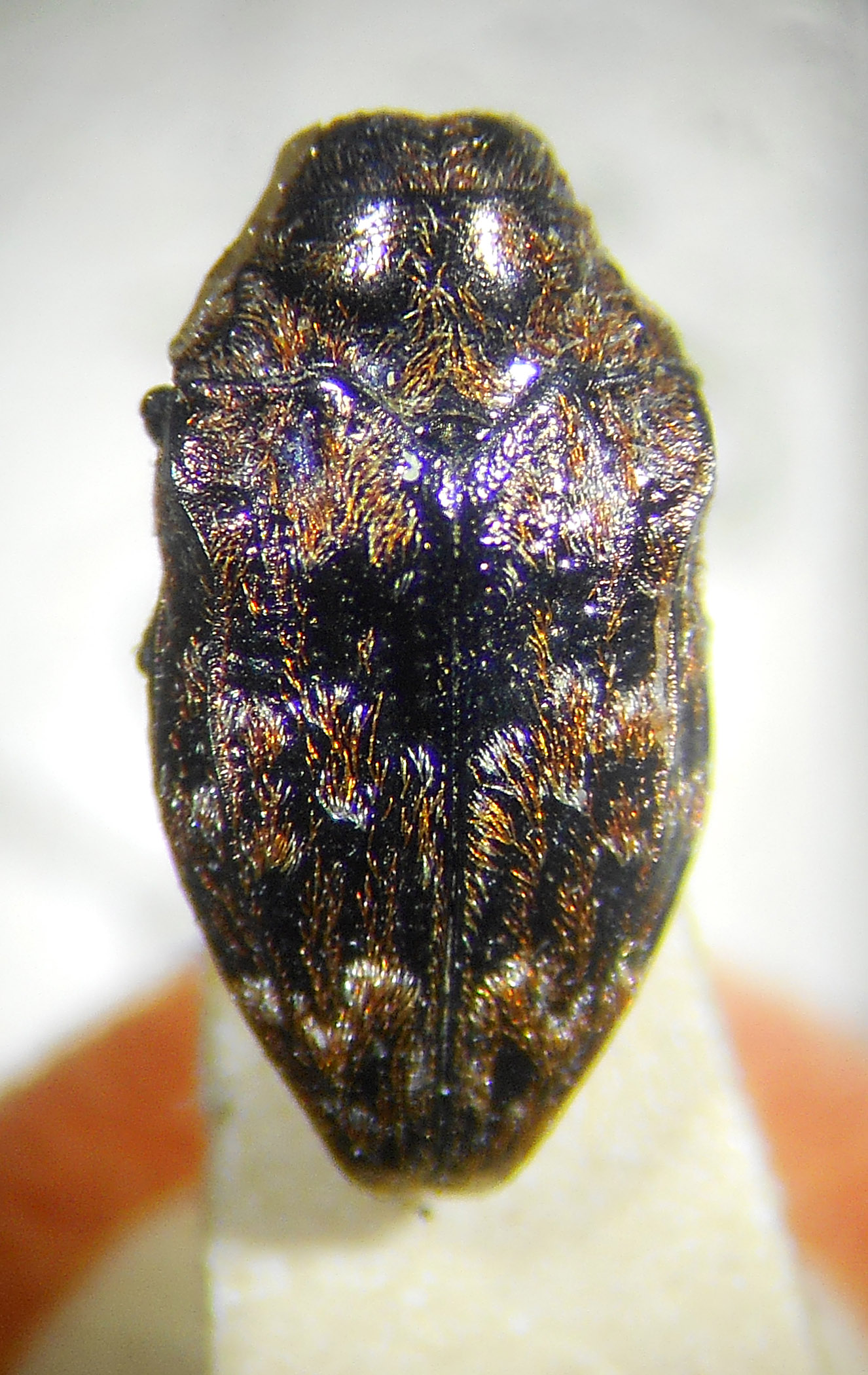
Brachys floricola
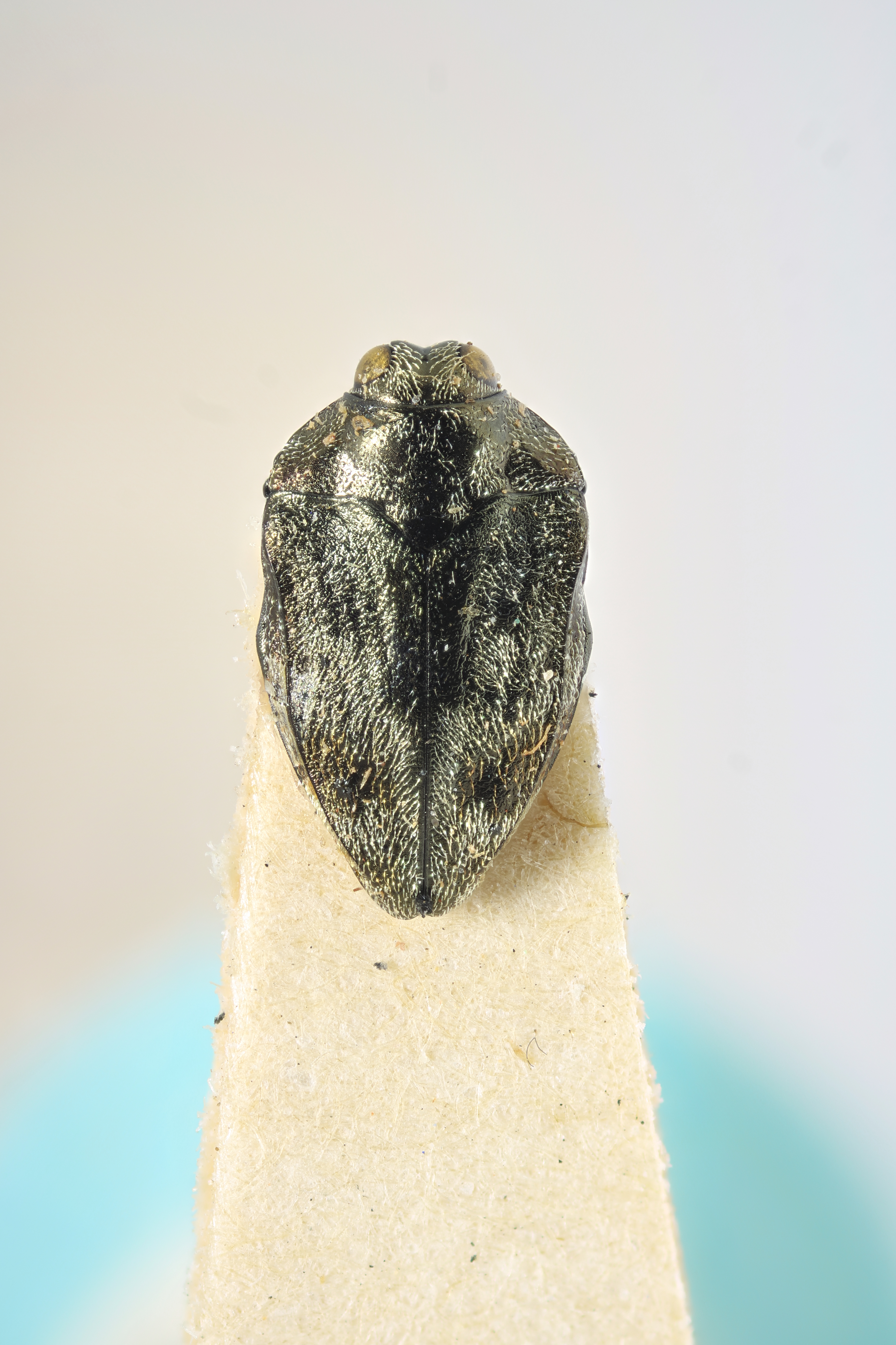
Brachys insignis
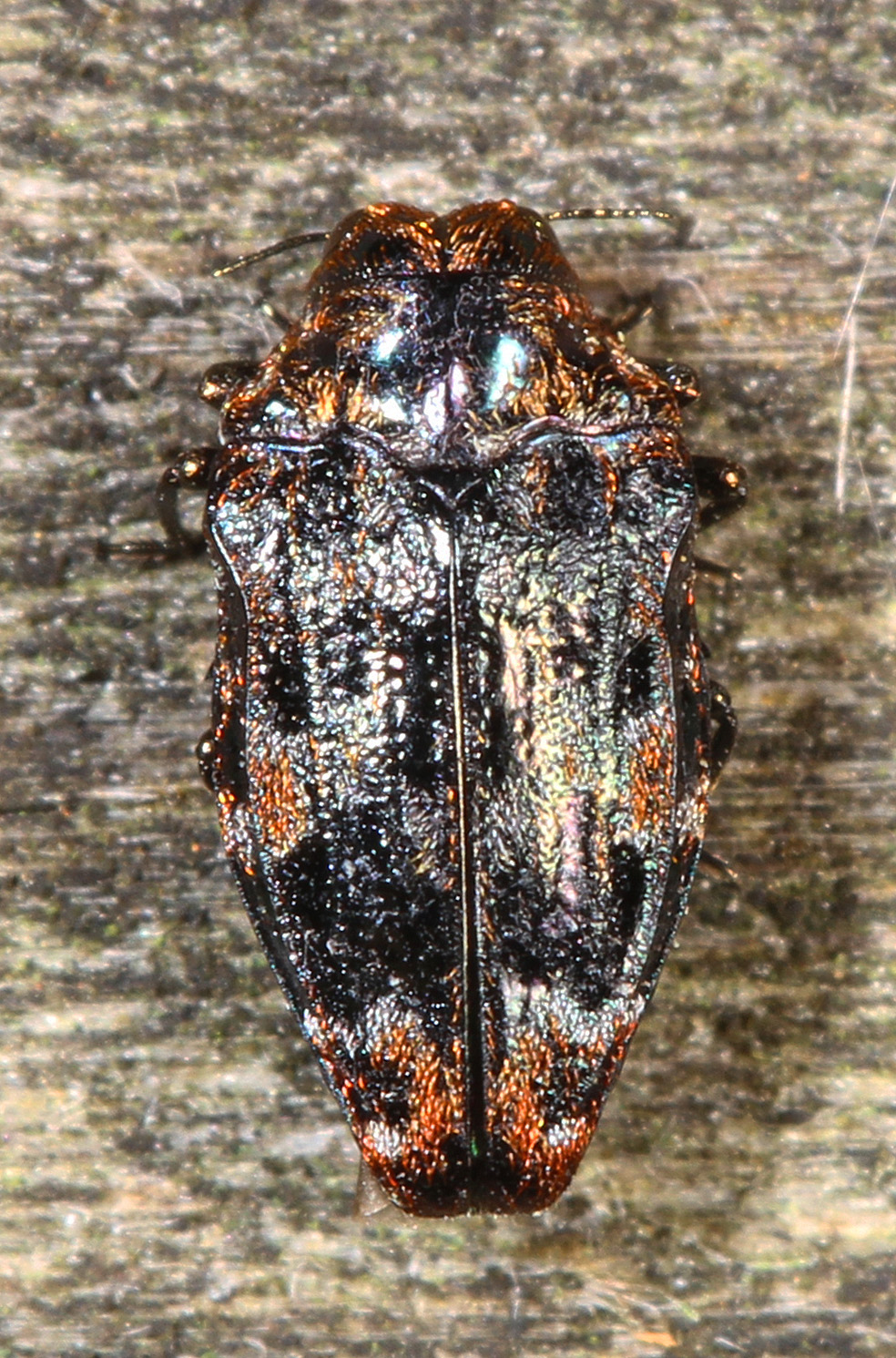
Brachys sp.

## Especies
- Brachys acutus Kerremans, 1903
- Brachys aequinoctialis Gory, 1841
- Brachys aerosus (Melsheimer, 1845)
- Brachys aeruginosus Gory, 1841
- Brachys alboundulatus Obenberger, 1937
- Brachys amazonicus Kerremans, 1896
- Brachys amphissus Obenberger, 1941
- Brachys anthrenoides Waterhouse, 1889
- Brachys apachei Knull, 1952
- Brachys apicillus Obenberger, 1937
- Brachys assimilatus Obenberger, 1922
- Brachys aurulans Kerremans, 1896
- Brachys barberi Fisher, 1924
- Brachys bellus Fisher, 1922
- Brachys bolivianus Obenberger, 1937
- Brachys bruchi Kerremans, 1903
- Brachys cantareirae Obenberger, 1923
- Brachys capitatus Obenberger, 1934
- Brachys carinellus Kerremans, 1896
- Brachys carinicollis Kirsch, 1873
- Brachys catharinae Obenberger, 1917
- Brachys cayennensis Obenberger, 1937
- Brachys cephalicus Schaeffer, 1909
- Brachys coelestis Kerremans, 1897
- Brachys coeruleifrons Obenberger, 1937
- Brachys confusus Fisher, 1922
- Brachys cordieri Obenberger, 1924
- Brachys crassiceps Obenberger, 1937
- Brachys cuprifrons Fisher, 1922
- Brachys cuprinus Kerremans, 1897
- Brachys cyaneoniger Kerremans, 1897
- Brachys cyanicollis Kerremans, 1896
- Brachys danae Obenberger, 1941
- Brachys delicatulus Obenberger, 1923
- Brachys deliciosus Obenberger, 1923
- Brachys depressus Kerremans, 1903
- Brachys dimidiatus Waterhouse, 1889
- Brachys distinctus Waterhouse, 1889
- Brachys elegans Fisher, 1922
- Brachys exquisitus Hespenheide *in* Westcott, *et al*., 2008
- Brachys fasciatus Kerremans, 1896
- Brachys fasciferus Schwarz, 1878
- Brachys festivus Kerremans, 1899
- Brachys fleischeri Obenberger, 1937
- Brachys floccosus Mannerheim, 1837
- Brachys floricola Kerremans, 1900
- Brachys floricolus Kerremans, 1900
- Brachys fluviatillis Obenberger, 1937
- Brachys frontalis Kerremans, 1896
- Brachys fulgidus Fisher, 1922
- Brachys fulvus Kerremans, 1897
- Brachys gebhardti Obenberger, 1937
- Brachys glabromaculatus Obenberger, 1937
- Brachys gounellei Kerremans, 1897
- Brachys granulicollis Obenberger, 1941
- Brachys gregori Obenberger, 1937
- Brachys guatemalensis Obenberger, 1937
- Brachys guttulatus Mannerheim, 1837
- Brachys hexagonalis Dugès, 1891
- Brachys hintoni Fisher, 1933
- Brachys hofferi Obenberger, 1937
- Brachys howdeni b
- Brachys humeralis Kerremans, 1897
- Brachys imperatrix Obenberger, 1937
- Brachys incolus Obenberger, 1923
- Brachys ineditus Kerremans, 1896
- Brachys ingae Kogan, 1964
- Brachys insignis Kerremans, 1899
- Brachys intervallorum Hespenheide, 1990
- Brachys jakobsoni Obenberger, 1937
- Brachys jalapae Obenberger, 1937
- Brachys kleinei Obenberger, 1939
- Brachys kratochvili Obenberger, 1937
- Brachys laetus Waterhouse, 1889
- Brachys latipennis Obenberger, 1923
- Brachys lebasii Gory & Laporte, 1840
- Brachys lineatus Kerremans, 1897
- Brachys lineifrons Fisher, 1933
- Brachys lineiger Kerremans, 1899
- Brachys luteosignatus Obenberger, 1937
- Brachys marialicae Cazier, 1951
- Brachys marmoreus Kerremans, 1903
- Brachys mirabilis Kerremans, 1899
- Brachys mositanus Fisher, 1925
- Brachys mrazi Obenberger, 1923
- Brachys mutabilis Gory, 1841
- Brachys nevermanni Fisher, 1929
- Brachys nigricans Kerremans, 1897
- Brachys nigrofasciatus Kerremans, 1896
- Brachys nigroviridis Fisher, 1922
- Brachys nodifer Kerremans, 1903
- Brachys nodosus Kerremans, 1897
- Brachys obscurus Gory, 1841
- Brachys occidentalis Obenberger, 1923
- Brachys ornatus Fisher, 1922
- Brachys ovatus (Weber, 1801)
- Brachys palaeno Obenberger, 1941
- Brachys paraguayensis Obenberger, 1923
- Brachys paulensis Obenberger, 1923
- Brachys pauligenus Obenberger, 1937
- Brachys pedicularius Gory, 1841
- Brachys pictus Kerremans, 1897
- Brachys pilosus Fisher, 1922
- Brachys planticolus Obenberger, 1937
- Brachys planus Gory, 1841
- Brachys pretiosus Kerremans, 1897
- Brachys pulverosus Waterhouse, 1889
- Brachys purpuratus Kerremans, 1897
- Brachys pusillus Obenberger, 1923
- Brachys querci Knull, 1952
- Brachys regularis Thomson, 1878
- Brachys robustus Hespenheide, 1990
- Brachys roseifasciatus Obenberger, 1923
- Brachys rudis Kerremans, 1896
- Brachys rugosulus Obenberger, 1923
- Brachys sanctus Obenberger, 1937
- Brachys scapulosus Chevrolat, 1838
- Brachys schmidti Obenberger, 1939
- Brachys scintillus Obenberger, 1923
- Brachys simiolus Obenberger, 1923
- Brachys simoni Kerremans, 1896
- Brachys simplex Waterhouse, 1889
- Brachys speculiferus Obenberger, 1941
- Brachys strandi Obenberger, 1937
- Brachys suavis Kerremans, 1900
- Brachys taciturnus Kerremans, 1900
- Brachys takanus Fisher, 1925
- Brachys tesselatus (Fabricius, 1801)
- Brachys thomae Fisher, 1925
- Brachys tovaricus Kerremans, 1896
- Brachys transversus Kerremans, 1899
- Brachys triangularis Thomson, 1879
- Brachys tricinctus (Fabricius, 1801)
- Brachys tuberculifer Kerremans, 1896
- Brachys valkai Obenberger, 1923
- Brachys varicolor Gory & Laporte, 1840
- Brachys vicinus Kerremans, 1903
- Brachys virgo Obenberger, 1941
- Brachys viridans Kerremans, 1896
- Brachys zavadili Obenberger, 1937
- Brachys zavreli Obenberger, 1937
- Brachys zeteki Fisher, 1933
- Brachys zikani Obenberger, 1923
- Brachys zonalis Kerremans, 1897